# Altica suspecta
Altica suspecta är en skalbaggsart som beskrevs av Henry Clinton Fall 1910. Altica suspecta ingår i släktet Altica och familjen bladbaggar. Inga underarter finns listade i Catalogue of Life.